# Antonio Bocchetti
Antonio Bocchetti (* 11. Juni 1980 in Neapel) ist ein italienischer Fußballspieler.

## Familie
Er ist der Cousin von Salvatore Bocchetti.

## Karriere
Nach seiner Zeit in der Jugend der SS Nola wechselte Bocchetti in die Jugendabteilung der SSC Neapel. Aus dieser wurde er 1999 in die Profiabteilung übernommen. Um Spielpraxis zu erhalten, wurde er für je ein halbes Jahr an den FC Crotone und an Lecco Calcio verliehen, kam jedoch nur unregelmäßig zum Einsatz. Dennoch konnte er sich die nächsten drei Jahre bei Neapel durchsetzen und sich einen Stammplatz erarbeiten. Er absolvierte unter anderem seine erste Serie-A-Saison im Jahr 2000/01 sowie nach dem Abstieg zwei weitere Spielzeiten in der Serie B. Insgesamt lief er in 69 Ligaspielen für die Azzurri auf, ehe er 2003 zum Serie-A-Absteiger FC Piacenza wechselte. Dort etablierte er sich sofort in der Startelf und lief drei Spielzeiten für die Lupi auf. 2006 folgte dann der nächste Karriereschritt: Er wechselte zum Erstligisten FC Parma und absolvierte in seiner zweiten Serie-A-Saison 18 Partien für Parma und kam auch im UEFA-Pokal zum Einsatz.
Dieses Kapitel war jedoch nach nur einer Spielzeit beendet und er schloss sich Frosinone Calcio an, für die er vier Jahre unter Vertrag stand. Nach dreieinhalb Jahren bei Frosinonen sowie einer halben Saison auf Leihbasis bei der US Sassuolo Calcio wechselte er im Sommer 2011 zu Delfino Pescara 1936. Mit Pescara konnte er noch einmal in die Serie A aufsteigen, als man in der Spielzeit 2011/12 die Zweitligameisterschaft errang. Nach seiner dritten Serie-A-Saison und einer weiteren Spielzeit in der Serie B wechselte Bocchetti im Alter von 34 Jahren noch einmal zu Paganese Calcio in die neugegründete Lega Pro, der dritten Liga Italiens.
Bocchetti absolvierte insgesamt 5 Partien für die U-20- sowie die U-21-Auswahl Italiens.

## Erfolge
- Italienischer Zweitligameister: 2011/12